# アノフタルムス・ヒトラリ
アノフタルムス・ヒトラリ（学名: Anophthalmus hitleri）とは、メクラチビゴミムシの仲間の昆虫である。
この学名は、1933年に発見したオスカー・シャイベル (Oscar Sheibel) がアドルフ・ヒトラーにちなんで命名している。

## 分布
スロベニアの洞窟に生息する。

## 保全状況評価
「ヒトラーの名前を冠された昆虫」ということから、一部の昆虫マニアによって1000ユーロあまりの高値で取引され、乱獲にあっている。